# Meta Platforms
Meta Platforms, Inc., nazwa handlowa Meta (w latach 2004–2021 Facebook, Inc., początkowo TheFacebook, Inc.) – amerykański konglomerat technologiczny z siedzibą w Menlo Park w Kalifornii. Został założony w 2004 roku przez Marka Zuckerberga wraz z Eduardem Saverinem, Andrew McCollumem, Dustinem Moskovitzem i Chrisem Hughesem pierwotnie TheFacebook.com, późniejszy Facebook, popularny serwis społecznościowy. Przedsiębiorstwo jest zaliczane do tzw. wielkiej piątki przedsiębiorstw informatycznych razem z Google'em, Apple'em, Amazonem i Microsoftem.
Poza swoją platformą społecznościową firma oferuje także Facebook Messenger, Facebook Watch, Meta Portal i Threads. Meta zakupiła także Instagram, WhatsApp, Oculus, Giphy i Mapillary oraz jest w posiadaniu 9,99% akcji Jio Platforms.

## Historia
1 lutego 2012 Facebook złożył wniosek o pierwszą ofertę publiczną. We wstępnym prospekcie emisyjnym stwierdzono, że spółka starała się zebrać 5 miliardów dolarów, że spółka miała 845 milionów aktywnych użytkowników miesięcznie, a jej strona internetowa zawierała 2,7 miliarda polubień i komentarzy dziennie. Po pierwszej ofercie publicznej Zuckerberg zachowałby 22% udziałów w Facebooku i posiadałby 57% udziałów w głosach.
Cena akcji została wyceniona na 38 dolarów za jedną, a wycena spółki na 104 miliardy dolarów. Była to największa dotychczasowa wycena dla nowej spółki publicznej.
W kwietniu 2012 Facebook kupił Instagram za około 1 mld USD (pracowało wówczas nad nim zaledwie 13 pracowników). W październiku 2013 Facebook przejął Onavo, izraelską spółkę zajmującą się analityką mobilną.
21 grudnia 2013 spółka weszła w skład indeksu giełdowego S&P 500.
W lutym 2014 Facebook ogłosił, że kupi WhatsApp za 19 mld USD. W tym samym roku Facebook kupił Oculus VR za 2,3 miliarda dolarów.
W maju 2019 r. Facebook założył Libra Networks, podobno w celu opracowania własnej kryptowaluty stablecoin. Kryptomoneta będzie obsługiwana przez aplikację Calbra. Cyfrowa waluta znajdzie się w obiegu w 2020 roku i będzie wspierana przez grupę partnerów, wchodzących w skład Stowarzyszenia Libra, między innymi: Visa, Mastercard, PayPal, Lyft, Spotify, PayU i innych.
Pod koniec lipca 2019 spółka ogłosiła, że jest objęta dochodzeniem antymonopolowym prowadzonym przez Federalną Komisję Handlu.
We wrześniu 2019 roku Facebook poinformował, że wprowadzi na rynek nowy produkt – platformę Fashion++, która, wykorzystując sztuczną inteligencję, będzie doradzać użytkownikom jak dobrać garderobę. Z kolei w marcu 2020 uruchomił swój własny serwer czasu.
W maju 2020 spółka ogłosiła, że nabyła Giphy za 400 milionów dolarów. Usługa została zintegrowana z Instagramem. Jednak w sierpniu 2021 brytyjski Competition and Markets Authority stwierdził, że spółka być może będzie musiała sprzedać Giphy, po tym, jak dochodzenie wykazało, że umowa między tymi dwoma przedsiębiorstwami zaszkodziłaby konkurencji na rynku reklamy.
W 2021 roku firma wydała grę Horizon Worlds.

### Zmiana nazwy siedziby Facebooka
W październiku 2021 media poinformowały, że przedsiębiorstwo planuje zmienić nazwę, aby „odzwierciedlić skupienie się na budowaniu metawersum”. 28 października ogłoszono oficjalnie, że nowa nazwa spółki to Meta, prezentując jednocześnie nowe logo i identyfikację wizualną w ramach rebrandingu.

## Krytyka

### Agresywna polityka monopolistyczna
Meta Platforms przynajmniej w przeszłości wykorzystywała strategię „buy or bury”, która miała na celu uniemożliwienie rozwoju produktów konkurencyjnych. Obietnice składane oryginalnym autorom m.in. Instagrama czy WhatsAppa były niedotrzymywane krótko po zakupie tych platform. 9 grudnia 2020 roku Meta Platforms (w tamtym czasie Facebook) została pozwana przez Federalną Komisję Handlu Stanów Zjednoczonych z powodu monopolizacji rynku platform społecznościowych, co też praktycznie uniemożliwiało niezadowolonym użytkownikom zmianę platformy na konkurencyjną, o podobnej funkcjonalności.

### Złe traktowanie pracowników
18 czerwca 2024 roku opublikowano treść pozwu skierowanego przeciwko Meta Platforms, w którym zarzucono korporacji, że wysoką rangą kierownicy traktowali źle kobiety w miejscu pracy. Wielokrotne zgłaszanie swoich obaw przez Jeffreya Smitha od lata 2023 roku nie skutkowało poprawą sytuacji. Jeffrey Smith wiosną 2024 roku został zmuszony do odejścia z pracy.

### Bierność wobec fałszywych kampanii reklamowych i dezinformacji
Jeden z deepfake'ów prezentujących Joe Bidena po podjęciu decyzji o pozostawieniu go w serwisach Mety zwrócił uwagę zewnętrznych obserwatorów, którzy ją krytykowali. Film prezentował prezydenta Stanów Zjednoczonych jako pedofila mimo dowodów na fałszywość materiału. Obserwatorzy nawoływali do możliwie najszybszego wzmocnienia polityki dotyczącej niedozwolonej zawartości na platformach Mety.
Na portalu LinkedIn w dniu 3 lipca 2024 roku pojawił się wpis zamieszczony przez założyciela InPostu, Rafała Brzoski. W niniejszej publikacji została zawarta informacja o złożeniu pozwu przeciwko Meta Platforms, ze względu na fałszywe kampanie reklamowe na Facebooku i Instagramie wycelowane w jego osobę, oraz jego żonę. Zapowiedział również, że „nie spocznie, dopóki wielki koncern socialmediowy nie zmieni swojego podejścia do krzywdzenia ludzi i współuczestnictwa w szarganiu wizerunku osób publicznych”.

### Ingerencje w politykę

#### Wsparcie Donalda Trumpa
Po zwycięstwie Donalda Trumpa w wyborach prezydenckich w 2024 roku Meta powołało do swego zarządu powiązanego z Donaldem Trumpem Dane'a White'a oraz powołało dyrektora ds. polityki republikańskiej Joela Kaplana. Oprócz tego, Meta wycofała się z profesjonalnego fact-checkingu, co zostało poparte przez Donalda Trumpa.

##### Fundusz inauguracyjny
Pod koniec 2024 roku Meta finansowo wsparła Donalda Trumpa (wówczas prezydenta elekta, a obecnie prezydenta USA) przekazując milion dolarów na jego fundusz inauguracyjny. Podobnie postąpiło wiele innych firm, takich jak Google, Uber, OpenAI, Apple, Microsoft czy Amazon. Zdaniem dziennika The New York Times było to umotywowane dążeniem do uzyskania przychylności nowej administracji, a senatorka Elizabeth Warren i senator Michael Bennet określili te dotacje jako przejawy korupcji i dowód na coraz większy wpływ korporacji na politykę. W mediach społecznościowych padły zaś oskarżenia o oligarchizację. 
Owa darowizna była oznaką zmian w polityce firmy, ponieważ jeszcze w 2021 roku, po ataku na Kapitol, firma zablokowała Donalda Trumpa na swoich platformach (choć te blokady i ograniczenia zostały zdjęte już w lipcu 2024 roku; wtedy Meta przyznała także, że de facto te ograniczenia były niekonieczne, a w styczniu 2025 roku zgodziła się by zapłacić Donaldowi Trumpowi 25 milionów dolarów jako zadośćuczynienie za te blokady). 

#### Wpływ na sytuację w Mjanmie
W 2017 r. Meta (wtedy jeszcze znane jako Facebook, Inc.) zostało oskarżone przez Amnesty International o to, że algorytmy tej korporacji wpłynęły na zwiększenie się przemocy wobec Rohingja (muzułmańskiej grupy etnicznej) w Mjanmie. Przedstawiciele ludu Rohingja byli ofiarami systematycznych morderstw, gwałtów i innych zbrodni, do czego przyczyniły się treści z Facebooka.

## Lobbing
Meta Platforms na cele lobbingowe wydała w 2024 roku 13,56 mln USD (wydatki wynosiły w 1. kwartale 7,64 mln USD oraz w 2. kwartale 5,92 mln USD), zatrudniając do tego celu 65 osób.
W grudniu 2024 roku Meta Platforms przekazała milion dolarów na cele kampanii prezydenckiej Donalda Trumpa. Według BBC, jest to pierwszy raz, kiedy firma przekazała fundusze na jakąkolwiek kampanię prezydencką w Stanach Zjednoczonych.

## Udziałowcy
Do marca 2018 Facebook wypuścił 2 405 931 900 akcji klasy A i 497 529 450 akcji klasy B. Ich najwięksi właściciele:
| Właściciel           | % akcji klasy A | % akcji klasy B |
| -------------------- | --------------- | --------------- |
| Mark Zuckerberg      | 0,36            | 78,93           |
| Dustin Moskovitz     | 0               | 9,83            |
| Eduardo Saverin      | 0,25            | 9,49            |
| BlackRock            | 6,08            | 0               |
| Fidelity Investments | 5,09            | 0               |
| Vanguard Group       | 7,06            | 0               |